# Leptosiaphos meleagris
Leptosiaphos meleagris (чотирипалий сцинк рувензорійський) — вид сцинкоподібних ящірок родини сцинкових (Scincidae). Мешкає в регіоні Африканських Великих озер.

## Поширення і екологія
Рувензорійські чотирипалі сцинки мешкають в горах Альбертінського рифту в Демократичній Республіці Конго і Уганді, зокрема в горах Рувензорі, а також на заході Руанди і Бурунді. Вони живуть у вологих тропічних лісах, на висоті від 2000 до 2700 м над рівнем моря. Ведуть денний спосіб життя. Живляться комахами. Самиці відкладають 2 яйця.

## Збереження
МСОП класифікує цей вид як вразливий. Leptosiaphos meleagris загрожує знищення природного середовища.